# Arbres beguts

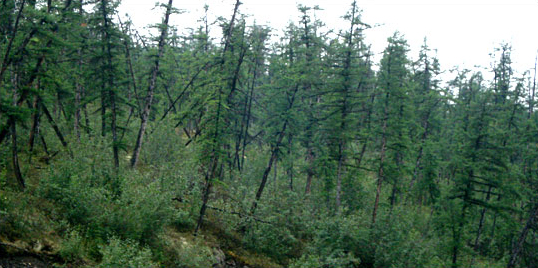
Un bosc begut de Sibèria originat per la fosa del permagel. Fotografia: Nasa Earth Observatory.

Els arbres beguts o arbres inclinats són aquells que es troben desplaçats respecte a la posició vertical.
Aquest fenomen ocorre sobretot en els boscos de taigà del permagel, en aquelles espècies adaptades als climes extrems propis de les latituds subàrtiques (com el làrix de Gmelin i la pícea negra). El desgel d’aquestes grans extensions de terra i glaç fa que els arbres perdin la verticalitat i quedin orientats en diferents angles.

## La taigà
La taigà és el bioma propi de les terres boreals d'Europa, l'Àsia i Amèrica del Nord. És la major massa forestal del planeta, i ocupa tot el nord de Rússia, el Canadà i l'estat d'Alaska. S'estén per sobre dels 60 graus de latitud, únicament a l'hemisferi nord, entre la tundra i les zones d'estepa.
El clima de la taigà és extrem, amb temperatures que oscil·len entre els -30 °C de mitjana a l'hivern i els 19 °C a l'estiu. Les precipitacions són relativament baixes (entre 400 i 700 mm anuals) i, en general, no hi ha episodis de vent intens. Les nevades hivernals són poc freqüents per la presència d'un persistent anticicló; tot i així, el sòl pot estar nevat durant uns nou mesos l'any.
La flora de les zones de taigà es caracteritza per boscos boreals de coníferes de fulla perenne (pícees, avets, pins boreals) o caduca (làrixs). A causa de l'extrema duresa del clima, les zones boscoses de taigà poden estar formades per una sola classe d'arbre. La forma de les fulles (d'agulla), està optimitzada per perdre la menor quantitat d'aigua possible i suportar bé les gelades constants. El període favorable per a la vida de les plantes és de només quatre mesos.

## El permagel i la inclinació dels arbres
S'anomena permagel a les capes de sòl que romanen a temperatures inferiors als 0 °C (és a dir, la temperatura de congelació de l'aigua) durant dos anys seguits o més. Aproximadament, un 11% de la superfície total de la terra correspon al permagel, principalment a l'hemisferi nord, en regions com Sibèria, Groenlàndia, el Canadà i Alaska. N'hi ha de tres tipus: el continu (amb més del 90% del sòl situat sobre terreny permanentment congelat), el discontinu (del 50 al 90%) i l'esporàdic (del 10 al 50%). El gruix de les capes també és diferent, des dels més de dos quilòmetres del permagel continu fins als pocs metres del permagel esporàdic.
El permagel està en contacte amb l'atmosfera terrestre en una capa activa límit que acostuma a congelar-se i fondre's cada any, i que és on hi ha la vegetació. Els estrats que queden per sota d'aquesta capa es mantenen permanentment congelats. La capa de contacte, a més, permet aïllar les capes profundes de les variacions de temperatura atmosfèriques i, per tant, aquestes mantenen una temperatura relativament estable durant tot l'any.
El fet que les capes més profundes del sòl es mantinguin sempre congelades impedeix que els arbres puguin desenvolupar sistemes d'arrels profunds. Les espècies pròpies d'aquestes zones s'han adaptat a aquest fet, fins al punt que algunes han arribat a prescindir de les arrels primàries i disposen només d'arrels superficials. La inestabilitat del terreny provocada per la fusió del permagel superior (amb el consegüent col·lapse del sòl formant un termocarst) i la posterior congelació fa que aquests arbres perdin la verticalitat i s'inclinin en angles completament aleatoris. Alguns d'aquests poden, eventualment, morir a causa del vinclament, mentre que d'altres poden recuperar-se mitjançant gravitropisme i seguir creixent verticalment, corbant el tronc.

## Relació amb el canvi climàtic
Els arbres beguts no són un fenomen nou, ja que poden ser causats per molts altres mecanismes (liqüefacció del sòl, terratrèmols, esllavissades, glaceres de roca...). Malgrat tot, la principal causa (el desgel del permagel) ha fet que aquest fenomen s'hagi vist accentuat en els darrers anys, per culpa del canvi climàtic.
Durant el segle xx, la temperatura de les regions boreals ha pujat, de mitjana, 1,5 °C, un augment que encara és més pronunciat durant els mesos d'hivern. Com a conseqüència, immenses extensions del permagel han començat a fondre's i s'han tornat inestables. El terreny, que queda molt tou i saturat d'aigua, fa que les arrels no puguin suportar el pes dels arbres i que aquests s'inclinin cap als costats o, eventualment, que caiguin del tot. S'estima que, si l'escalfament global segueix al ritme actual, durant el segle XXI la major part del permagel es veurà afectat per aquest moviment de terres, originant així grans extensions de boscos beguts.